# Blues, Schmus & Apfelmus Blues Festival
Blues, Schmus und Apfelmus ist der Name eines überregionalen Festivals, das seit 1993 im Schlosspark von Laubach (Oberhessen) stattfindet. Ideengeber war Peter Turczak. Auf mehreren Bühnen spielen rund 30 Bluesbands, sowohl internationale als auch aus dem lokalen Spektrum. Das Festival wird jährlich von rund 15.000 Personen besucht. Abgerundet wird die Veranstaltung, die jährlich an einem Wochenende im August stattfindet, durch eine Reihe von Aktionen und Ausstellungen zum Thema Apfel und Apfelwein, aber auch einen Bauernmarkt. Eine Besonderheit des Festivals sind Bluesbands, die in einem eigens dafür eingerichteten Zelt in Mundart singen.
Der Titel „Blues, Schmus & Apfelmus“ ist als Wort-Bildrecht beim Bundespatentamt eingetragen. Konzeption und künstlerische Leitung liegen bei Corinna Bonnekamp (Kulturconsult).

## Belege
1. ↑  Festival »Blues, Schmus und Apfelmus« zieht Bilanz. In: Giessener Allgemeine. 25. August 2015, abgerufen am 11. Mai 2022.
2. ↑  Blues in Laubach: Ein Fest mit Mehr- und Nährwert. In: Giessener Allgemeine. 11. August 2011, abgerufen am 11. Mai 2022.
3. ↑  Festival Webpräsenz. Abgerufen am 27. August 2023.